# Chanatip Sonkham
Chanatip Sonkham est une taekwondoïste thaïlandaise née le 1er mars 1991 à Phattalung.

## Palmarès

### Jeux olympiques
- Médaille de bronze des -49 kg aux Jeux olympiques 2012 à Londres